# Базки (Волгоградська область)
Базки (рос. Базки) — хутір у Серафимовицькому районі Волгоградської області Російської Федерації.
Населення становить 280 осіб. Входить до складу муніципального утворення Бобровське сільське поселення.

## Історія
Хутір розташований у межах українського історичного та культурного регіону Жовтий Клин.
Згідно із законом від 24 грудня 2004 року № 979-ОД органом місцевого самоврядування є Бобровське сільське поселення.

## Населення
| 2010 |
| ---- |
| 280  |